# كانغ كيو وها
كانغ كيو وها (هانغل: 강경화) (و. 1955  م) هي دبلوماسية كوري جنوبية، ولدت في سول.

## مناصب
تولت منصب Minister of Foreign Affairs (South Korea) ‏ (منذ 18 يونيو 2017).

## التعليم
تعلمت في جامعة ماساتشوستس في أمهرست، وجامعة يونسي.